# Panonychus elongatus
Panonychus elongatus är en spindeldjursart som beskrevs av David C.M. Manson 1963. Panonychus elongatus ingår i släktet Panonychus och familjen Tetranychidae. Inga underarter finns listade i Catalogue of Life.